# 摩地大楼
摩地大楼（英語：earthscraper）是一种建在地下的大型多层建筑物。许多摩地大楼呈倒金字塔形，通常具有可让日光和空气穿至较低楼层的技术。